# 永遠の記憶

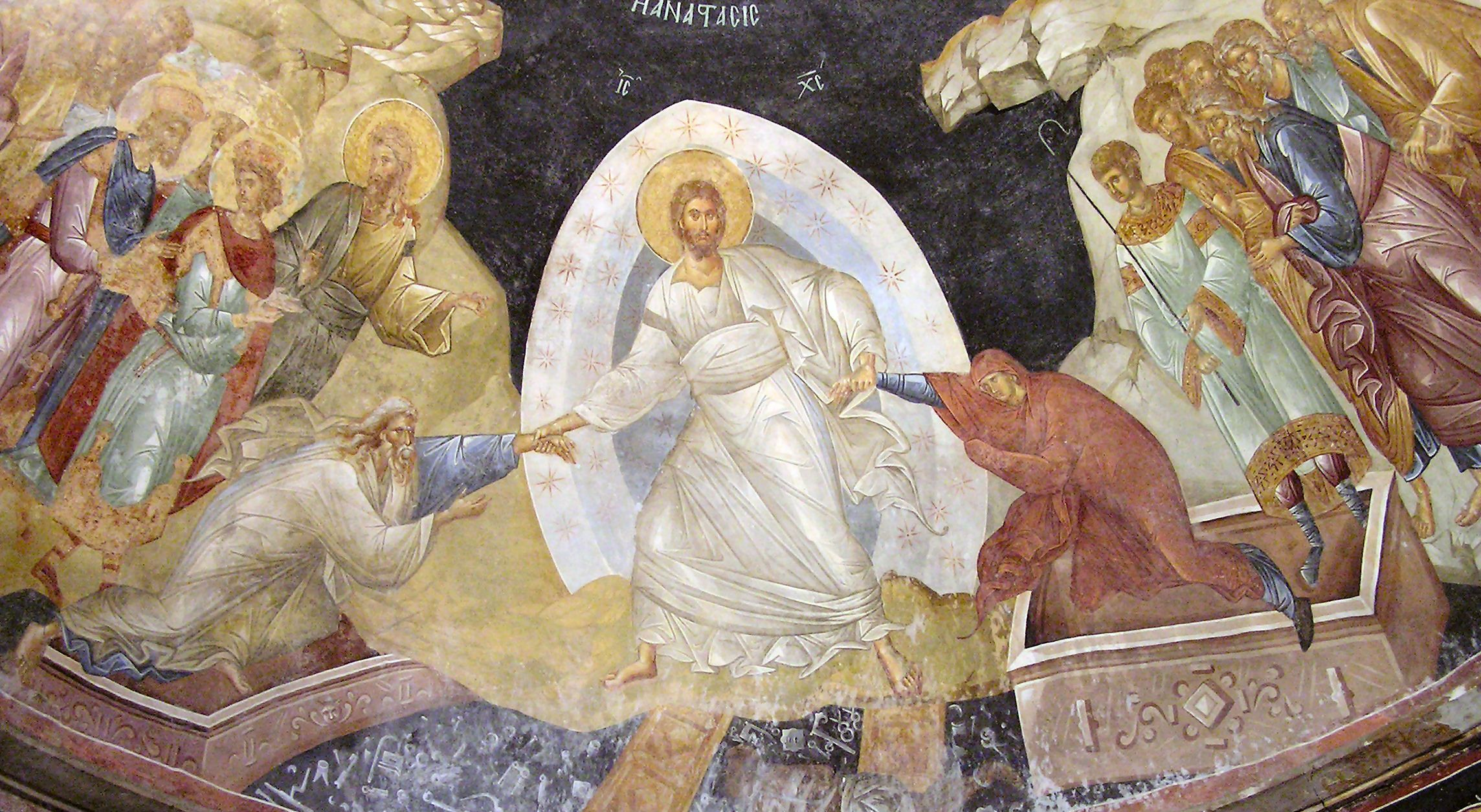
フレスコ画イコン『復活』。現在はカーリエ博物館となっている、ホーラ（コーラ）修道院の聖堂内、湾曲した天井に描かれている。主ハリストス（キリスト）がアダムとエヴァの手を取り、地獄から引き上げる情景を描いたもの。このハリストスの地獄降りのイコンが、正教会においては復活大祭のイコンとして定着している。

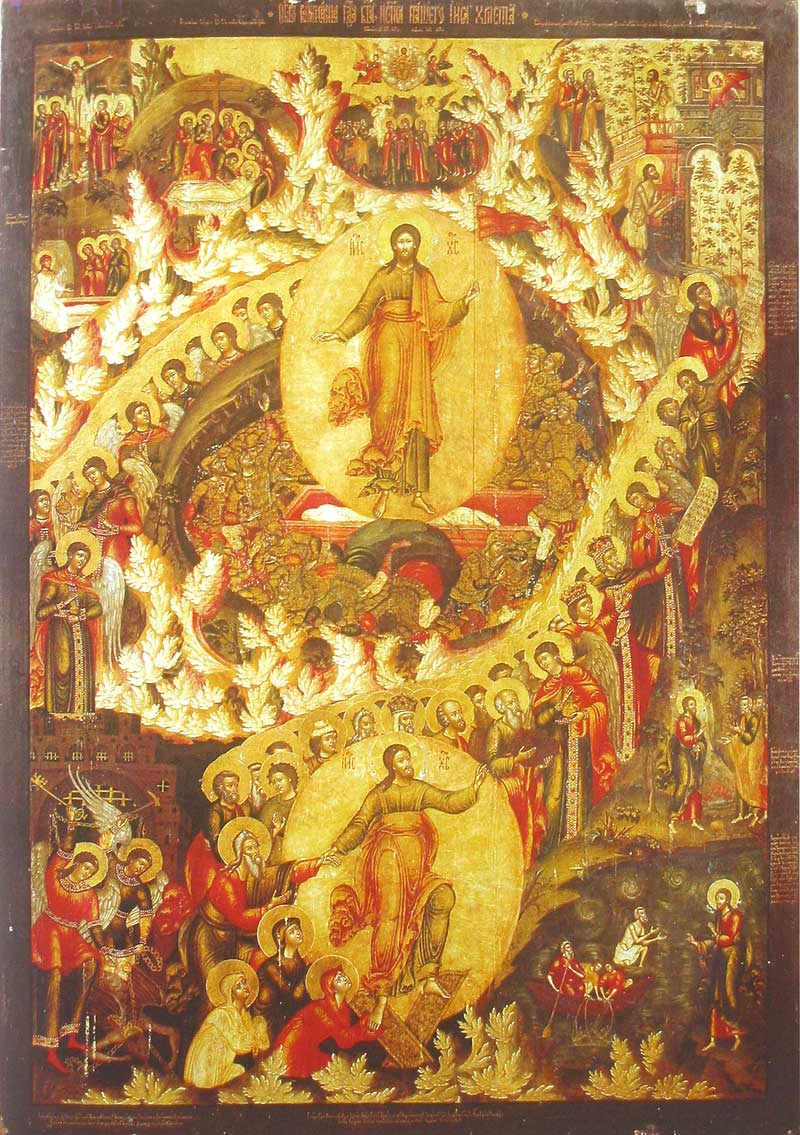
17世紀・ヤロスラヴリで描かれたイコン。中央上にハリストス（キリスト）が復活した情景、下方にキリストがアダムとエヴァの手を取り人々をよみから引き上げる情景。他、小さく左上に、十字架上のハリストス受難の光景、ハリストス埋葬、空の墓が描かれている。

永遠の記憶（ギリシア語: Αιωνία η μνήμη, 教会スラヴ語: Вечная память, 英語: Memory Eternal）とは、正教会における祈祷文。
埋葬式、パニヒダ、永眠者のためのリティヤなどの末尾に詠隊によって歌われるほか、永眠した者の霊の安息を神に願い祈る際に、「永遠の記憶」と単独で用いられる。その対象は正教徒に限定されず、正教徒では無い永眠者の霊の安息を祈る「異教人のパニヒダ」の末尾でも「永遠の記憶」が歌われる。

## 意義
一般には「永遠の記憶」とは、追悼する人間による記憶を指すと思われがちであるが、元来は神による記憶を願うものである。
聖書において、よみ（陰府、黄泉、ギリシャ語ハデス、ヘブル語シェオル）は、主である神に対する讃美もなにもない、神から離された状態として描かれる。神に記憶されるとはその対極の状態、すなわち天国にいる状態である。従って「永遠の記憶」とは、復活によって、よみに打ち勝ったイイスス・ハリストス（イエス・キリスト）によって可能となり現実のものとなった、神によって与えられる永遠の生命が永眠者に与えられるよう祈願するものである。
神から離れた状態が、よみを指すことについては聖詠第87（詩篇第88）が引用される。ホセア書13:14は、ハリストス（キリスト）が十字架上で死に、よみに降ってこれに打ち勝ったことと関連付けられる。コリンフ前書（コリントの信徒への手紙一）の15章には、「死は勝に呑まれたり。」「神に感謝す、其我等に、我が主イイススハリストスに由りて、勝を賜ひしが故なり。」といった記述があるのをはじめ、ハリストスの死と復活が、人々の死と復活と結び付けられ、死と、よみに対する勝利として語られている。ハリストスがよみに行き人々に生命をもたらしたことを示すものとして、エフェス書（エフェソの信徒への手紙）4:9、ペトル前公書（ペトロの手紙一）3章も挙げられる。

## 埋葬式・パニヒダ・リティヤにおける祈祷文
以下のように、詠隊が三度「永遠の記憶」と歌うことで、埋葬式・パニヒダ・永眠者のためのリティヤの末尾は閉じられる。永眠者が男性である場合には「僕（ぼく）」、女性である場合には「婢（ひ）」、複数の永眠者を記憶する際に両性が含まれる場合には「僕婢（ぼくひ）」が用いられ、祈祷文の「某」の部分には聖名が入れられる。司祭のみで各種奉事を行い、輔祭が不在である場合、輔祭朗誦部分は司祭が唱える。

## ドストエフスキーの『カラマーゾフの兄弟』
フョードル・ドストエフスキーの作品は正教会側からも高く評価されるものであり、時には「正教の神髄の代弁」とまで評され、特に『カラマーゾフの兄弟』については、正教会における人間の救いについての基本的な考えが一応網羅されているとされる。
ドストエフスキーによる『カラマーゾフの兄弟』の末尾の埋葬式の場面で、この祈祷文がアリョーシャの音頭により唱和されている。
訳によっては「永遠の思い出を！」などとされているものがあるが、原文で述べられているのは"Вечная память!"（ヴェーチナヤ・パーミャチ！）つまり「永遠の記憶！」であり、人々の思い出にのみ言及する性質の台詞にとどまらず、正教会の祈祷文として、復活への信仰を意識して述べられたものである。実際、アリョーシャも周りにいる少年達による「永遠の記憶！」と唱和する場面の前後における話題は、永眠者の復活を巡るものとなっている。